# Obereopsis maculicornis
Obereopsis maculicornis är en skalbaggsart som beskrevs av Louis Alexandre Auguste Chevrolat 1858. Obereopsis maculicornis ingår i släktet Obereopsis och familjen långhorningar.
Artens utbredningsområde är Nigeria. Inga underarter finns listade i Catalogue of Life.